# Länsväg Z 605
Länsväg 605 eller egentligen Länsväg Z 605 är en övrig länsväg i Östersunds kommun i Jämtlands län som går mellan E14/E45 vid Grytan och E14 vid Lugnvik. Vägen är 16 kilometer lång, asfalterad och är till större delen belägen inom tätorten Östersund. Den passerar bland annat Optand, Ope, Torvalla, Odensala, Stora kyrkan, Östersunds rådhus och Jämtlands Gymnasium Wargentin.
Från söder mot norr heter vägen Opevägen, Rådhusgatan respektive Trondheimsvägen. Den har tidigare, innan anläggandet av förbifarten utanför Östersund, utgjort del av Europaväg 14 (tidigare Europaväg 75).
Vägen ansluter till:
- Europaväg 14 (vid Grytan)
- Europaväg 45 (vid Grytan)
- Länsväg Z 605.01 (vid Östersund)
- Länsväg Z 606 (vid Östersund)
- Länsväg Z 605.02 (vid Östersund)
- Länsväg Z 610 (vid Lugnvik)
- Europaväg 14 (vid Lugnvik)